# ビッグ・リトル・ファーム 理想の暮らしのつくり方
『ビッグ・リトル・ファーム 理想の暮らしのつくり方』（ビッグ・リトル・ファーム りそうのくらしのつくりかた、原題：The Biggest Little Farm）は、ジョン・チェスターが監督を務めた2018年のアメリカ合衆国のドキュメンタリー映画。
本作は、ジョンと妻のモリーが、カリフォルニア州ムーアパークの200エーカー（東京ドーム約17個分）もの荒れ果てた土地を購入し、「アプリコット・レーン・ファーム」を作り上げるまでの8年間の軌跡を描いている。
続編となるスペシャル版『ビッグ・リトル・ファーム リターンズ』が2022年にDisney+で配信された。

## あらすじ
殺処分寸前で保護した愛犬トッドの鳴き声が原因で、大都会ロサンゼルスのアパートを追い出されたジョンとモリー。2人は、かねてからの夢だった”本当に体にいい食べ物を育てる”ため、郊外に200エーカーもの荒れ果てた農地を購入し、そこに移り住む。
時に、大自然の厳しさに翻弄されながらも、そのメッセージに耳を傾け、愛しい動物や植物たちと共生する究極に美しい農場を創りあげていく。

## 公開
2018年9月1日、テルライド映画祭でプレミア上映された。 その後、トロント国際映画祭で2度目の上映が行われ、ドキュメンタリー部門観客賞の準々グランプリに選ばれた。2019年のサンダンス映画祭ではスポットライト部門の一部として上映された。
本作は、独立系映画配給会社ネオンが北米配給権を獲得し、2019年5月10日にロサンゼルスとニューヨークで公開された。また、世界配給権はThe Exchangeが獲得した。
日本では、シンカ配給で2020年3月14日に公開された。

## 評価

### 批評
批評集積サイトRotten Tomatoesでは、101件のレビューがあり、支持率91％、平均評価7.3/10となっている。Metacriticsでは、27件の批評家レビューがあり、加重平均値は73/100となっている。
数人の批評家は、農場の初期投資と経済性について具体的な説明がないことに批判的だった。

### 主な受賞・ノミネート
| 賞／映画祭                   | 開催日                 | カテゴリ                      | 結果       | 備考          |
| ---------------------------- | ---------------------- | ----------------------------- | ---------- | ------------- |
| トロント国際映画祭           | 2018年9月6日 - 16日    | ドキュメンタリー部門観客賞3位 | 受賞       | [ 17 ] [ 18 ] |
| AFI映画祭                    | 2018年11月8日 - 15日   | 観客賞                        | 受賞       | [ 19 ]        |
| パームスプリングス国際映画祭 | 2019年1月3日 - 14日    | ドキュメンタリー部門観客賞    | 受賞       | [ 20 ]        |
| サンダンス映画祭             | 2019年1月24日 - 2月3日 | フェイバリット賞準グランプリ  | 受賞       | [ 21 ]        |
| サンディエゴ映画批評家協会賞 | 2019年12月9日          | ドキュメンタリー賞            | ノミネート |               |

- 第92回アカデミー賞長編ドキュメンタリー賞の最終選考15作品に選出された[22]。